# یوکو تاکاسه
یوکو تاکاسه (ژاپنی: 高瀬 優孝؛ زادهٔ ۲۵ نوامبر ۱۹۹۱) یک بازیکن فوتبال اهل ژاپن است.
از باشگاه‌هایی که در آن بازی کرده‌است می‌توان به اشگاه فوتبال اومیا آردیجا، باشگاه فوتبال تسپاکوستاسو گونما و باشگاه فوتبال رواسو کوماموتو اشاره کرد.